# Хазуров, Костадин
Костадин Петров Хазуров (болг. Костадин Петров Хазуров; 5 августа 1985, Гоце-Делчев, Болгария) — болгарский футболист, нападающий клуба ЦСКА из Софии.

## Биография

### Клубная карьера
Костадин начал свою карьеру в клубе «Пирин». В 2004 году он перешёл в софийский ЦСКА. 27 марта 2004 дебютировал в чемпионате Болгарии в игре против «Ботева». В мае 2004 Хазуров забил три мяча в игре с «Беласицей» из Петрича, став самым молодым игроком чемпионата Болгарии, делавшим хет-трик. В сезоне 2004/05 ЦСКА стал чемпионом, а Костадин забил 6 мячей в 22 играх.
В 2005 году Хазуров перешёл в «Литекс». 14 августа 2005 в игре против своего бывшего клуба, ЦСКА, он получил травму из-за которой пропустил 5 месяцев. За 3 года в «Литексе» Костадин провел только 15 матчей и трижды отдавался в аренду в болгарские клубы более низших лиг. Так и не пробившись в основную команду, Хазуров перешёл в «Минёр» 9 июня 2008 года.
12 января 2011 Хазуров подписал контракт с израильским клубом «Бней Сахнин». Спустя три дня он провел первый матч против «Маккаби» из Тель-Авива, в котором его команда уступила 1-3.
22 мая 2012 присоединился к бельгийскому «Льерсу». Первый матч в чемпионате Бельгии провёл 29 июля 2012 года против «Гента». В матче третьего тура Костадин забил свой первый матч в первенстве. В сезоне 2012/13 принял участие в 32 играх, забил 9 мячей, сделал 4 голевые передачи.
Летом 2014 года перешёл в «Маккаби» из Петах-Тиквы, где провёл за один сезон 13 матчей и отметился одним забитым голом. В июле 2015 года Костадин возвратился в Болгарию, подписав контракт с софийским ЦСКА, за который уже выступал с 2004 по 2005.

## Достижения
ЦСКА (София)
- Чемпион Болгарии (1): 2004/05